# Fonte Longa (Mêda)
Fonte Longa ist ein Ort und eine ehemalige Gemeinde (Freguesia) im portugiesischen Kreis Mêda. Die Gemeinde hatte 130 Einwohner (Stand 30. Juni 2011).
Am 29. September 2013 wurden die Gemeinden Fonte Longa, Meda und Outeiro de Gatos zur neuen Gemeinde União das Freguesias de Meda, Outeiro de Gatos e Fonte Longa zusammengeschlossen.